# Bitte bitte
Bitte bitte è un singolo del gruppo musicale tedesco Die Ärzte pubblicato il 4 aprile 1989 come estratto dal loro album in studio Das ist nicht die ganze Wahrheit.... Il videoclip vede la partecipazione di Teresa Orlowski.

## Tracce
1. Bitte bitte – 3:13
2. Gabi gibt 'ne Party – 3:10